# Saint-Germain-en-Montagne
Saint-Germain-en-Montagne è un comune francese di 421 abitanti situato nel dipartimento del Giura nella regione della Borgogna-Franca Contea.
Da non confondere con Saint-Germain-la-Montagne.

## Società

### Evoluzione demografica
Abitanti censiti